# Contraband (album, Golden Earring)
Contraband je dvanácté studiové album nizozemské skupiny Golden Earring, vydané v roce 1976 v Evropě a v roce 1977 ve Spojených státech pod názvem Mad Love s pozměněným pořadím písní (jedna píseň byla rovněž vyměněna). V nizozemské hitparádě se umístilo na desáté příčce. V americké Billboard 200 dosáhlo 182.

## Seznam skladeb
Všechny skladby napsali Barry Hay a George Kooymans.
| Evropská verze | Evropská verze     | Evropská verze |
| Pořadí         | Název              | Délka          |
| -------------- | ------------------ | -------------- |
| 1.             | Bombay             | 3:52           |
| 2.             | Sueleen            | 5:40           |
| 3.             | Con Man            | 7:10           |
| 4.             | Mad Love's Comin'  | 7:45           |
| 5.             | Fighting Windmills | 4:38           |
| 6.             | Faded Jeans        | 5:07           |
| 7.             | Time's Up          | 3:52           |

| Americká verze | Americká verze     | Americká verze |
| Pořadí         | Název              | Délka          |
| -------------- | ------------------ | -------------- |
| 1.             | I Need Love        | 6:23           |
| 2.             | Sueleen (Sweden)   | 5:50           |
| 3.             | Mad Love's Comin'  | 7:44           |
| 4.             | Bombay             | 3:51           |
| 5.             | Fightin' Windmills | 4:39           |
| 6.             | Con Man            | 7:09           |
| 7.             | Times Up           | 3:55           |

## Sestava
- Eelco Gelling – kytara, slide kytara
- Rinus Gerritsen – baskytara, klávesy
- Barry Hay – flétna, zpěv
- George Kooymans – kytara, zpěv
- Robert Jan Stips – piáno, klávesy, Moog syntezátor
- Cesar Zuiderwijk – bicí

Hosté
- Neppie Noya – perkuse, konga
- Patricia Paay – zpěv